# 法拉维琴蒂诺
法拉维琴蒂诺（義大利語：Fara Vicentino），是意大利威尼托大区维琴察省的一个市镇。总面积15平方公里，人口3976人，人口密度265.1人/平方公里（2009年）。国家统计（ISTAT）代码为024040。